# Philippe Sollers

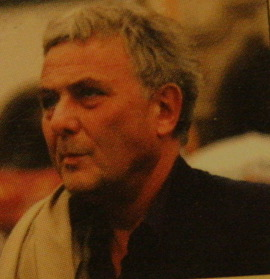
Philippe Sollers

Philippe Sollers vlastním jménem Philippe Joyaux (27. listopadu 1936 Bordeaux – 5. května 2023 Paříž) byl francouzský spisovatel, literární teoretik, scenárista a režisér.
Byl členem skupiny kolem časopisu Tel Quel, kde se soustředili významní teoretici a filosofové. Byl zakladatelem tohoto časopisu.
Phillipe Sollers byl rytířem Čestné legie. Jeho manželkou byla spisovatelka Julia Kristevová.

## Dílo

### Prózy
Napsal i několik experimentálních románů.
- Podivná samota – 1958
- Park – 1961, za toto dílo mu byla udělena cena Medici
- Drama – 1965
- Čísla – 1968
- Počty – 1970
- Ráj – 1981
- Ženy – 1983
- Zákony

### Eseje
- Psaní a zkušenost hranic (L'Écriture et l'expérience des limites) – 1968
- Logiky (Logiques) – 1968

- Válka vkusu (La Guerre du Goût) – 1994

- Chvála nekonečna (Éloge de l’Infini) – 2001

### Filmová činnost
- Brána pekel – dokument